# Stazione di Izumi-Sunagawa
La stazione di Izumi-Sunagawa (和泉砂川駅?, Izumi-Sunagawa-eki) è una stazione ferroviaria della città di Sennan, nella prefettura di Osaka in Giappone. La stazione è gestita dalla JR West e serve la linea Hanwa.

## Linee e servizi
JR West
■ Linea Hanwa
Espresso limitato Kuroshio (alcuni treni)

## Struttura
La stazione è costituita da due marciapiedi a isola con 4 binari in superficie.
| 1-2 | ■ Linea Hanwa | per Hineno, Ōtori, Tennōji e Osaka |
| 3-4 | ■ Linea Hanwa | per Kii e Wakayama                 |

## Stazioni adiacenti
| ≪           | Servizio                                        | ≫             |
| Linea Hanwa | Linea Hanwa                                     | Linea Hanwa   |
| ----------- | ----------------------------------------------- | ------------- |
| Shinge      | Locale Rapido Regionale Rapido B Rapido Kishūji | Izumi-Tottori |
| Hineno      | Rapido Kishūji Rapido Diretto Rapido            | Kii           |